# Serena Scott Thomas

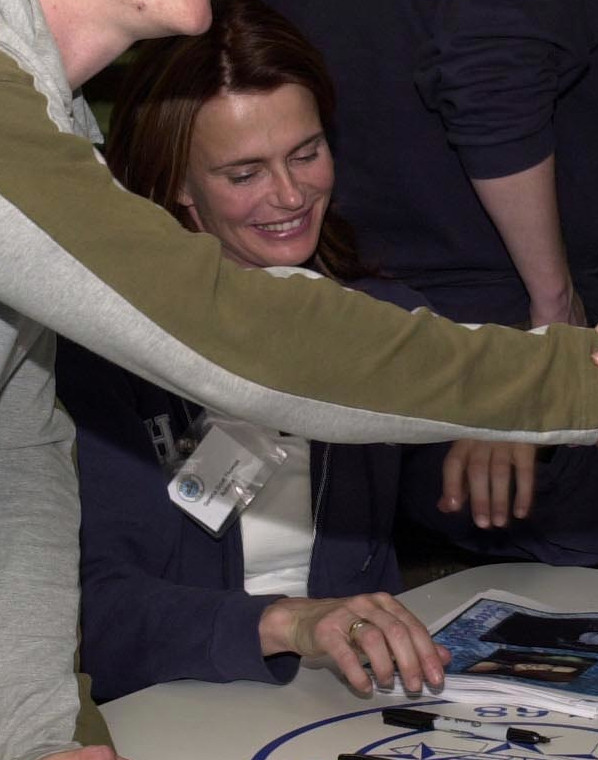
Serena Scott Thomas gibt Autogramme

Serena Harriet Scott Thomas (* 21. September 1961 in Nether Compton, England) ist eine britische Schauspielerin und Model.

## Leben
Serena Scott Thomas spielt vorwiegend Gastrollen in verschiedenen Fernsehserien wie Buffy – Im Bann der Dämonen, Nash Bridges, Summerland Beach oder Star Trek: Enterprise. Scott Thomas spielte aber auch in Filmen wie James Bond 007 – Die Welt ist nicht genug und Hostage – Entführt.
Serena Scott Thomas ist eine jüngere Schwester von Kristin Scott Thomas. Von 1996 bis 2004 war sie mit Scott J. Tepper verheiratet, mit dem sie eine Tochter hat. Seit 2007 ist sie mit Fitness-Trainer, Autor und Podcaster Vinnie Tortorich liiert.

## Filmografie (Auswahl)
- 1990: She-Wolf of London (Fernsehserie, eine Folge)
- 1991: Gib’s ihm, Chris! (Let Him Have It)
- 1991: Agatha Christie’s Poirot (Fernsehserie, eine Folge)
- 1992: The Guilty (Fernsehfilm)
- 1993: Diana: Her True Story (Fernsehfilm)
- 1994: Ein Käfig voller Pfauen (Harnessing Peacocks, Fernsehfilm)
- 1994: Diebe unter sich (Sherwood's Travels)
- 1994: Bermuda Cops (Fernsehfilm)
- 1995: Clair de Lune (Fernsehfilm)
- 1995: The Way to Dusty Death (Fernsehfilm)
- 1996–1997: Nostromo – Der Schatz in den Bergen (Miniserie)
- 1996–1998: Nash Bridges (Fernsehserie, 15 Folgen)
- 1998: Relax... It’s Just Sex
- 1998: Buffy – Im Bann der Dämonen (Buffy the Vampire Slayer, Fernsehserie, eine Folge)
- 1999: James Bond 007 – Die Welt ist nicht genug (The World Is Not Enough)
- 2000: Skeleton Woman
- 2001: All Souls (Fernsehserie, fünf Folgen)
- 2004–2005: Summerland Beach (Summerland, Fernsehserie, drei Folgen)
- 2005: Hostage – Entführt (Hostage)
- 2006–2007 Wicked Wicked Games (Fernsehserie, sechs Folgen)
- 2008: Brothel
- 2011: William & Kate – Ein Märchen wird wahr (Fernsehfilm)
- 2014: Inherent Vice – Natürliche Mängel (Inherent Vice)
- 2016: Rizzoli & Isles (Fernsehserie, eine Folge)
- 2017: Scorpion  (Fernsehserie, eine Folge)
- 2020: Rolling Thunder
- 2024: Zeit der Sehnsucht (Days of Our Lives, Fernsehserie)